# Záměna (seriál)
Záměna (v anglickém originále Switched at Birth) je americký rodinný dramatický televizní seriál, který měl premiéru na stanici ABC Family dne 6. června 2011. Hodinové drama, které se odehrává v kansaském městě, řeší problém dvou dospívajících dívek, které byly vyměněny při porodu a vyrostly ve velmi odlišném prostředí: jedna na předměstí Mission Hills a druhá na East Riverside.
Dne 30. července 2013 stanice objednala třetí řadu, která měla premiéru 13. ledna 2014. 13. srpna 2014 získal seriál čtvrtou řadu, která měla premiéru 6. ledna 2015.
V říjnu 2015 ABC Family potvrdila objednání další řady seriálu, která se bude vysílat na stanici Freeform. Později bylo také potvrzeno, že pátá série bude poslední sérií. V březnu přišla zpráva, že pátá série se bude vysílat až v roce 2017.

## Děj
Bay Kennish je pubertální dívka, která pochází z předměstí Mission Hills v Kansasu. Během plnění úkolu ve školních laboratořích zjistí, že její krev AB je neslučitelná s typem A jejich rodičů Johna a Kathryn. Genetické testy potvrdí, že Bay není jejich biologická dcera. Záhy se zjistí, že porodnice udělala chybu a zaměnila ji s jiným novorozencem, s Daphne Vasquez, která žije se svojí svobodnou matkou a babičkou Adrianou v sousedství East Riverside. Daphne přišla o sluch ve 3 letech. Kennishovi pozvou Daphne a Reginu k nim domům a poté co se dozví, že mají finanční problémy, nabídnou jim, aby se nastěhovali do jejich domu pro hosty a Regina přijímá.

## Obsazení

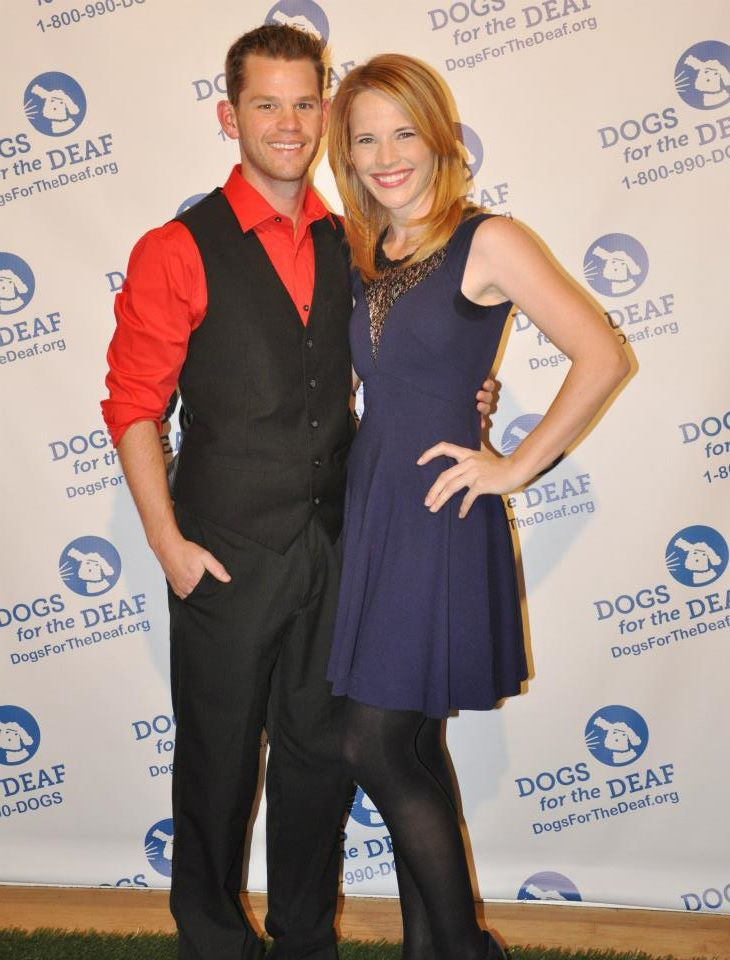
Ryan Lane a Katrie Leclerc

### Hlavní role
- Bay Kennish (Vanessa Marano)
- Daphne Paloma Vasquez (Katie Leclerc)
- Kathryn Kennish (Lea Thompson)
- Regina Vasquez (Constance Marie)
- John Kennish (D. W. Moffett)
- Toby Kennish (Lucas Grabeel)
- Angelo Sorrento (Gilles Marini)
- Emmett Bledsoe (Sean Berdy)

### Vedlejší role
- Miles "Tank" Conroy (Max Adler)
- Melody Bledsoe (Marlee Matlin)
- Travis (Ryan Lane)
- Mary Beth Tucker (B.K. Cannon)
- Adriana Vasquez (Ivonne Coll)
- Simone Sinclear (Maiara Walsh)
- Tyler "Ty" Mendoza (Blair Redford)
- Liam Lupo (Charles Michael Davis)
- James "Wilke" Wilkerson III. (Austin Butler)
- Lana (Annie Ilonzeh)
- Natalie Pierce (Stephanie Nogueras)
- Jace (Matthew Kane)
- Nikki (Cassi Thomson)
- Cameron Bledsoe (Anthony Natale)
- Campbell Bingman (RJ Mitte)
- Jorge (David Castaneda)
- Sharee (Bianca Bethune)
- Iris (Sharon Pierre-Louis)
- Greg "Mingo" Shimingo (Adam Hagenbuch)
- Garret Banducci (Nyle DiMarco)
- Matthew (Daniel Durant)

## Zákulisí a produkce
1. srpna 2011 ABC Family oznámilo, že objednávají více epizod pro první sérii Výměny. První série tedy měla 30 epizod. 17. srpna 2012 ABC objednala druhou řadu seriál, premiéra byla 7. ledna 2013. 30. července 2013 ABC objednala třetí sérii, ta měla premiéru 13. ledna 2014.
Seriál používá experty na americký znakový jazyk, kteří dohlížejí na to, aby postavy měli stejný dialekt.

### Natáčení
Seriál se natáčí v Los Angeles, Kalifornii.  Záběry použité v několika epizodách jsou z Kansas City v Missouri (Liberty Memorial, the Kemper Museum of Contemporary Art, Loose Park). Některé scény byly natočeny v Santa Clarita, Valencii, Beverly Hills a Pasaděně.

## Vysílání
Seriál se vysílal na americké ABC Family, TV2 na Novém Zélandu a australském Fox8. Prvních 93 dílů je na Netflixu.

## Ocenění a nominace
| Rok  | Ocenění               | Kategorie                                          | Nominovaní                                | Výsledek  |
| ---- | --------------------- | -------------------------------------------------- | ----------------------------------------- | --------- |
| 2011 | ALMA Awards           | nejlepší televizní herečka ve vedlejší roli        | Constance Marie                           | nominace  |
| 2011 | American Scene Awards |                                                    | Záměna                                    | vítězství |
| 2011 | Teen Choice Awards    | nejlepší letní televizní seriál                    | Záměna                                    | nominace  |
| 2011 | Teen Choice Awards    | letní televizní hvězda: muž                        | Lucas Grabeel                             | nominace  |
| 2011 | Teen Choice Awards    | letní televizní hvězda: žena                       | Vanessa Marano                            | nominace  |
| 2011 | Teen Choice Awards    | objev roku                                         | Katie Leclerc                             | nominace  |
| 2011 | Teen Choice Awards    | objev roku                                         | Sean Berdy                                | nominace  |
| 2012 | ALMA Awards           | nejlepší televizní herečka ve vedlejší roli        | Constance Marie                           | vítězství |
| 2012 | Gracie Awards         | nejlepší televizní herečka ve vedlejší roli: drama | Constance Marie                           | vítězství |
| 2012 | Gracie Awards         | nejlepší producentka: zábavný pořad                | Lizzy Weiss                               | vítězství |
| 2012 | Imagen Awards         | nejlepší televizní herečka ve vedlejší roli        | Constance Marie                           | nominace  |
| 2012 | Imagen Awards         | nejlepší program v hlavním vysílacím čase          | Záměna                                    | vítězství |
| 2012 | Peabody Awards        |                                                    | Záměna                                    | vítězství |
| 2012 | TCA Awards            | nejlepší program pro mladé                         | Záměna                                    | vítězství |
| 2013 | Imagen Awards         | nejlepší program v hlavním vysílacím čase          | Záměna                                    | nominace  |
| 2013 | Imagen Awards         | nejlepší televizní herečka ve vedlejší roli        | Constance Marie                           | vítězství |
| 2013 | Media Access Awards   | nejlepší castingový režisér                        | Deedee Bradley                            | vítězství |
| 2013 | Media Access Awards   | Ocenění RJ Mitteho                                 | Ryan Lane                                 | vítězství |
| 2013 | Teen Choice Awards    | nejlepší televizní seriál: drama                   | Záměna                                    | nominace  |
| 2013 | Teen Choice Awards    | nejlepší televizní herec: drama                    | Lucas Grabeel                             | nominace  |
| 2013 | Teen Choice Awards    | nejlepší televizní herečka: drama                  | Vanessa Marano                            | nominace  |
| 2013 | TCA Awards            | nejlepší program pro mladé                         | Záměna                                    | nominace  |
| 2013 | TwoCents TV Awards    | královna dramatu                                   | Katie Leclerc                             | vítězství |
| 2014 | Imagen Awards         | nejlepší televizní program: drama/komedie          | Záměna                                    | nominace  |
| 2014 | Imagen Awards         | nejlepší televizní herečka ve vedlejší roli        | Constance Marie                           | nominace  |
| 2014 | Teen Choice Awards    | nejlepší televizní herec: drama                    | Lucas Grabeel                             | nominace  |
| 2014 | Teen Choice Awards    | nejlepší televizní seriál: drama                   | Záměna                                    | nominace  |
| 2014 | TCA Awards            | nejlepší program pro mladé                         | Záměna                                    | nominace  |
| 2015 | Imagen Awards         | nejlepší televizní herečka ve vedlejší roli        | Constance Marie                           | nominace  |
| 2015 | TCA Awards            | nejlepší program pro mladé                         | Záměna                                    | nominace  |
| 2016 | Imagen Awards         | nejlepší televizní program: drama                  | Záměna                                    | nominace  |
| 2018 | Image Awards          | nejlepší režie: dramatický seriál                  | Jeffrey W. Byrd (za díl :„Occupacy Truth) | nominace  |